# 唯一性ミリオンアーサー
『唯一性ミリオンアーサー』（ゆいいつせいミリオンアーサー、YUI-ITSU-SEI Million Arthur）は、スクウェア・エニックスのオンラインRPG。ミリオンアーサーシリーズの一つで、『拡散性ミリオンアーサー』のアナザーストーリーとして、2013年7月25日にリリースされた。

## 概要
『dゲーム』でリリースされた新規タイトルで、ジャンルはハーレムRPG。開発はスクウェア・エニックス、株式会社アプリカ。
2013年7月10日より、事前登録を開始し、同月25日にリリースされた。
2014年10月31日をもって、サービスを終了。
ストーリーは第一部から第三部までの三部構成。
「ガリア」と呼ばれる外敵の大陸に渡った、アーサーと女騎士達の物語。ブリテンと戦争をしている「外敵」の一種である「魔人」絡みのストーリーが主に展開され、魔人がブリテンを憎む理由など、ブリテンの旧時代生物であった魔人の秘密も少し語られた。また、同じく外敵の大陸視点を描いた「デッキメイクミリオンアーサー」や乖離性ミリオンアーサー内のサブストーリーに繋がる部分なども描かれている。(2018年6月 Fairies EDEN -妖精の楽園- 〜2018年8月 黒騎士と魔人の王)

## ゲームシステム
- 秘境探索やバトルでの勝利によって、女騎士のジョブやオーブなどのアイテムを収集。
- ジョブやオーブを育成・強化することで、アーサーやメンバー全員の戦闘力をアップさせ、様々なイベントをクリアしていく。
- それぞれの秘境にはエリアボスが出現する。
- アーサーレベルが上がるとストーリーが解放される。

## ジョブ
- 入手したジョブは自由に切り替えが可能。
- ジョブに応じて属性やコスチュームが変化、アーサーのパラメーターも変化する。
- ジョブレベルがMAXになるとカードイラストが変化する。

### 初期ジョブ
ナイト(KNIGHT) - 風属性
ホワイトメイジ(WHITE MAGE) - 光属性
ブラックメイジ(BLACK MAGE) - 闇属性
ウォーリア(WARRIOR) - 火属性

### 追加ジョブ
アーチャー(ARCHER) - 風属性
プロフェッサー(PROFESSOR) - 水属性
シーフ(THIEF) - 雷属性
マーメイド(MERMAID) - 水属性
チアリーダー(CHEERLEADER) - 光属性
マスカレード(MASQUERADE) - 闇属性
ダークトレーダー(DARK TRADER) - 雷属性
サンタクロース(SANTA CLAUS) - 光属性
ビーストブリーダー(BEAST BREEDER) - 火属性
巫女(MIKO) - 水属性
スウィートハート(SWEET HEART) - 愛属性
JK(JK) - 風属性
バニー(BUNNY) - 火属性
メイド(MAID) - 闇属性
フットボール(FOOT BALL) - 光属性
ウェディング(WEDDING) - 愛属性
歌姫(SINGER) - 風属性

### 拡散性ジョブ
ランスロット - 技ーサー
ガウェイン - ニムエ
マビノギオン - 魔ーサー
トリスタン - 剣サー
※全て火属性

### 乖離性ジョブ
ランスロット - 富豪
ガウェイン - 傭兵
マビノギオン - 盗賊
トリスタン - 歌姫
※全て火属性

## 登場キャラクター
アーサー
イラストレーター - 凪良
ガリア(大陸)侵攻のため派遣されたが、船がドラゴンに襲われ、浜へと打ち上げられたアーサー部隊の中の生き残りの1人。何者かの「技術」により、ヌァザの魔人の因子が組み込まれ製造された人造のアーサー。
ヌァザ
イラストレーター - 白峰
魔人「ダーナ」の息子。ガリア(大陸)へと派遣されたマーリンが指揮するアーサー部隊による、魔人の国「ティル・ナ・ノーグ」侵攻作戦の際に戦死。何者かの「技術」により、瀕死のアーサーの肉体とヌァザの魔人の因子を融合。2つの精神が内在し、「銀の腕」を持った1人の存在として復活した。

### 女騎士
ランスロット
声 - 赤﨑千夏
イラストレーター - 閏月戈
初期ジョブ - ナイト
語尾は「〜かしら」「〜わ」「〜よ」で、いつもツンとしている真面目タイプ。アーサーに対してはキツく当たることが多いが、それは好意の裏返しでもある。
ガウェイン
声 - 大久保瑠美
イラストレーター - 柴乃櫂人
初期ジョブ - ホワイトメイジ
語尾は「〜ですわ」で、ランスロットとは正反対で、アーサーに対しての好意は隠さないタイプ。
マビノギオン
声 - 南條愛乃
イラストレーター - ハノカゲ
初期ジョブ - ブラックメイジ
語尾は「〜でしょ」で、ボクっ娘でとても賢い自信家タイプ。
トリスタン
声 - 久保ユリカ
イラストレーター - 黒銀
初期ジョブ - ウォーリア
語尾は「のだー☆」で、アーサーへのスキンシップや誘惑が多め。通称「トリスたん」。

### サポート妖精
アセロラ
イラストレーター - あるや
スタート地点の海辺で出会ったアーサー達のサポート妖精。ゲーム内の用語やイベントの説明役。アセロラハウスではR(レア)以上の不要なオーブをオーパーツに変換してくれる。

### 魔人
ダーナ
イラストレーター - バチ子
ヌァザの母親であり、魔人の長。ブリテンのアーサー部隊に魔人の国「ティル・ナ・ノーグ」が侵攻され、息子のヌァザが戦死したことでブリテンやアーサー達を憎むようになった。
アリアンロッド
ヌァザが魔人の国に戻ってくるように仕向けるため、ダーナが自身の肉体からヌァザ/アーサーの妹として作り出したダーナの分身体。人間の姿の時はアリア(イラストレーター - フカヒレ)と呼ばれている。
ルーグ
ヌァザの親友であり、魔人軍の隊長。
テウタヌス
周囲の村が衰退している原因と思われたバベルの塔に攻め込んだ際に封印が解けてしまい、出現した魔人。

### 他キャラクター
ベリーベリー
声 - あるや
アセロラの妹で、次女。アセロラを連れ戻そうとしてアーサー達に近づく。
マーコット
声 - あるや
同じくアセロラの妹で、三女。アセロラを連れ戻そうとしてアーサー達に近づく。
ヴィヴィアン
イラストレーター - フカヒレ
マーリンからガリア(大陸)に侵攻しているアーサー達の現地司令官を任されている。
ナンナ
バベルの塔の管理者。ダーナの封印後はルーグと共に協力して塔を管理することになった。
ギル
ガリア(大陸)に派遣された他のアーサーに仕えていた騎士。道中で村を襲うドラゴンに殺されてしまうが、断絶の時代の遺物「ダグザの釜」により復活。だが、その副作用で女性化してしまった。
エスター
空中庭園で出会った、魔剣「クラウ・ソラス」を狙う女騎士。

### エリアボス
サーチャ
イラストレーター - 猫鍋蒼
砂漠の遺跡エリアのボス。
ロビーナフッド
イラストレーター - 猫鍋蒼
樹海の村エリアのボス。
マルシャドーペ
イラストレーター - 咲里キリコ
物資の流通を独占し、山間部を支配する闇商人。山道エリアのボス。
スキュラキュート
イラストレーター - タケイオーキ
断絶の時代の遺跡が数多く残るという海岸沿いエリアのボス。
偵察部隊
イラストレーター - 夢之式
クリスマスイベントのエリアボス。
第I種警備兵
イラストレーター - 夢之式
正月イベントのエリアボス。
ミスバレンタイン
イラストレーター - あるや
バレンタインイベントのエリアボス。
学園警備兵
イラストレーター - 夢之式
唯一性ミリオン学園イベントのエリアボス。

### ストーリーボス
レッド
イラストレーター - 黒銀
マーリンからガリア(大陸)に侵攻しているアーサー達の監視役を任されている。
バベル兵
イラストレーター - 彩樹
バベルの要塞で出現したボス。

## 用語集
アイス
オーブを強化するために必要なアイテム。イベントの報酬などで入手可能。
AP
エリア探索の際に消費するポイント(MAX100)。他のプレイヤーとすれ違うことでも回復する。
APハーフ回復薬(緑)
APを半分回復出来るアイテム。クリア報酬やガチャのおまけで入手可能。全回復出来るAP回復薬もある(100dコイン/1個)。
アセロラハウス
変換したオーパーツでおつかいをして様々なアイテムと交換出来る不要になったオーブの再利用システム。
エクスカナヅチー
ミリオンクラッシュ(偶像破壊レイドイベント)で登場した伝説の破壊武器。クラッシュゲージを溜めることで偶像を破壊出来る。
遠心分離装置
アーサーとヌァザが探している、肉体から精神を分離することが出来る断絶の時代の遺物。
応援の水
ジョブ「チアリーダー」専用の覚醒水。
応援要請
プレイヤーに協力または協力を依頼出来るシステム。
オーパーツ
アセロラにR(レア)以上のオーブを食事させると手に入る古代文明の代物。様々なアイテムと交換出来る。
オーブ
装備することでアビリティが付与され、パラメーターがアップする。強化や進化合成が可能。
オーブスロット
アーサーやメンバーに装備可能なオーブの枠。
拡散性オーブ
ブリテンの妖精の力が宿る伝説のオーブ。オーブ自身の属性だけでなく、他に装備したオーブ全ての属性の戦闘力をアップさせる究極アビリティを持つ。
学者の水
ジョブ「プロフェッサー」専用の覚醒水。
覚醒強敵
イベント時に現れる敵キャラクター。倒すとジョブやオーブが手に入る。
覚醒水
ジョブを段階的に覚醒させるために必要なアイテム。因子の泉の力を持つ。
神楽の水
ジョブ「巫女」専用の覚醒水。
仮装の水
ジョブ「マスカレード」専用の覚醒水。
ガリア
外敵の要塞がある大陸。
騎士団システム
募集板やスカウトで団員を増やし、他のプレイヤーと手を組むシステム。
騎士団フェスティバル
他の騎士団と進撃ポイントを競う総力戦イベント。
黒魔の水
ジョブ「ブラックメイジ」専用の覚醒水。
コインガチャ
アセロラコインや銀貨など撃退報酬の特別なコインで回せるガチャ。
ゴールド(G)
戦闘勝利時に獲得出来る、強化や進化に必要な費用。
ご機嫌度
100%になる度に女騎士のデレ(MAX200)が増える。
告白の水
ジョブ「スウィートハート」専用の覚醒水。
CP
オーブを装備するために必要なキャパシティコスト。アーサーレベルが上がるとCPも増える。
獣心の水
ジョブ「ビーストブリーダー」専用の覚醒水。
JEXP
ジョブレベルを上げるために必要な経験値。
ジョブ覚醒
ジョブ覚醒+1から+5まで最大5段階覚醒出来る。覚醒する度に聴けるデレボイスが増える。
ジョブマスター
ジョブレベルを最大まで上げた段階。ジョブマスターになるとジョブ覚醒が出来るようになる。
白魔の水
ジョブ「ホワイトメイジ」専用の覚醒水。
蜃気楼の塔
塔の階層をクリアしていくことで様々なバトル報酬やジョブを獲得出来る。
蜃気楼の塔(リニューアル版)
定員制階層が登場。昇格すると称号がランクアップ、防御バトルで7敗するとランクダウン。
真・フェアリーキャッチ
捕獲イベント限定の消費アイテム。消費BP0で全てのチアリーを100%捕獲成功出来る。
聖夜の水
ジョブ「サンタクロース」専用の覚醒水。
属性
愛属性、火属性、水属性、風属性、雷属性、光属性、闇属性の7つがある。
属性耐性
敵キャラクターが持つ属性に対する耐性。
ダメージランキング
最大ダメージ値を競うランキング。ランキング上位者には報酬も用意されていた。
忠誠の水
ジョブ「ナイト」専用の覚醒水。
チョコ
オーブを進化するために必要なアイテム。イベントの報酬などで入手可能。
ティル・ナ・ノーグ
魔人や妖精達が住んでいるとされる国。
デレボイス
ジョブマスターまで覚醒すると聴けるようになる特別ボイス。覚醒する度にボイスが増える。
盗賊の水
ジョブ「シーフ」専用の覚醒水。
登頂pt
蜃気楼の塔で上の階層に登るために必要なポイント。
特殊進化オーブ
最終進化を遂げるとレアリティも上昇するオーブ。
特攻
強敵と有利に戦える能力。
ドラゴンキラー
捕獲イベント限定の消費アイテム。消費BP0で全てのミニドラゴンを100%捕獲成功出来る。
入浴
ジョブマスターになったメンバーに覚醒水を浴びせてさらに覚醒させること。
人魚の水
ジョブ「マーメイド」専用の覚醒水。
破壊の水
ジョブ「ウォーリア」専用の覚醒水。
バトルエナジー
蜃気楼の塔の挑戦に必要なエナジードリンクのような見た目のアイテム。
バベルの塔
魔人テウタヌスが封印されていた塔。魔人を封印するために周囲の村からエネルギーを吸収していた。
BP
バトルの際に消費するポイント(MAX100)。時間経過で回復する(100分で全回復)。
BPハーフ回復薬(赤)
BPを半分回復出来るアイテム。クリア報酬やガチャのおまけで入手可能。
ベストジョブ
特攻オーブと組み合わせて戦闘力がアップするジョブの組み合わせ。
ポイントガチャ
絆ptやイベントの獲得ポイントなどで回せるガチャ。
魔人
ダーナをはじめとする、細胞のカケラさえあれば何度でも蘇る特殊な生物。
ミリオンクラッシュ
エリア探索などでゲージをためて、MAXにすることで偶像(ボス)を破壊するレイドイベント。
メンバースロット
メンバーに装備可能なオーブの枠。
闇商人
ガリア(大陸)で悪人たちに武器を売り捌く商人。地下にそのアジトがある。
唯一性ミリオンスクール(著：ぱげらった)
唯一性ミリオンアーサーを学べる4コママンガ。毎週月曜日に更新。
弓矢の水
ジョブ「アーチャー」専用の覚醒水。

## 主題歌
「MIRACLE MILLION！」
ランスロット(赤﨑千夏)、ガウェイン(大久保瑠美)、マビノギオン(南條愛乃)、トリスタン(久保ユリカ)
作詞：松井洋平/ 作曲・編曲：山口朗彦

## スタッフ・キャスト
- プロデューサー - 岩野弘明、安藤武博
- シナリオ監修協力 - 鎌池和馬[3]
- キャラクターデザイン - あるや、閏月戈、黒銀、柴乃櫂人、白峰、凪良、ハノカゲ[3]
- 開発会社 - 株式会社アプリカ[3]
- 部分開発 - 株式会社オペラハウス[7]
- 背景グラフィック制作 - 株式会社メテオライズ[8]
- タイトルロゴデザイン - 株式会社スタジオグーニーズ[9]、大森清一郎[10]

- キャラクターボイス[11]
赤﨑千夏 - ランスロット
大久保瑠美 - ガウェイン
南條愛乃 - マビノギオン
久保ユリカ - トリスタン

## コラボレーション
『拡散性ミリオンアーサー』
期間中、唯一性ミリオンアーサーのチュートリアルをクリアすると、拡散性ミリオンアーサーの限定カード「ランスロット」のSR＋が手に入るシリアルコードがプレゼントされた。
au、SoftBankのスマートフォンで新規で始めた人はdコインが貰えるキャンペーンも併せて実施された。
『一騎当千バーストファイト』
覚醒強敵として『一騎当千』の人気キャラクター達が登場。倒すと、UR(ウルトラレア)オーブが入手可能。バースト覚醒強敵として、服が破れた状態のセクシーなキャラも登場し、LR(レジェンドレア)オーブも入手可能だった。また、覚醒強敵ランキング1位～3位にはMR(ミリオンレア)オーブがランキングの報酬として用意された。